# Anhalt-Köthen (herb książęcy)
Anhalt-Köthen (Anhalt-Koethen) – niemiecki herb książęcy zatwierdzony indygenatem w Rzeczypospolitej.

## Opis herbu
Tarcza dwudzielna w słup. W polu prawym, srebrnym, orzeł czerwony o orężu złotym. W polu lewym, złotym, pasy czarne, na których wianek ruciany zielony. Klejnot: Pięć piór strusich.

## Najwcześniejsze wzmianki
Jest to herb rodziny von Anhalt i jej bocznych gałęzi. Został zatwierdzony indygenatem w roku 1784 przez króla Stanisława Augusta dla księcia pszczyńskiego Fryderyka Erdmanna von Anhalt-Köthen.

## Herbowni
Anhalt-Köthen.